# FAES (ベネズエラ警察)

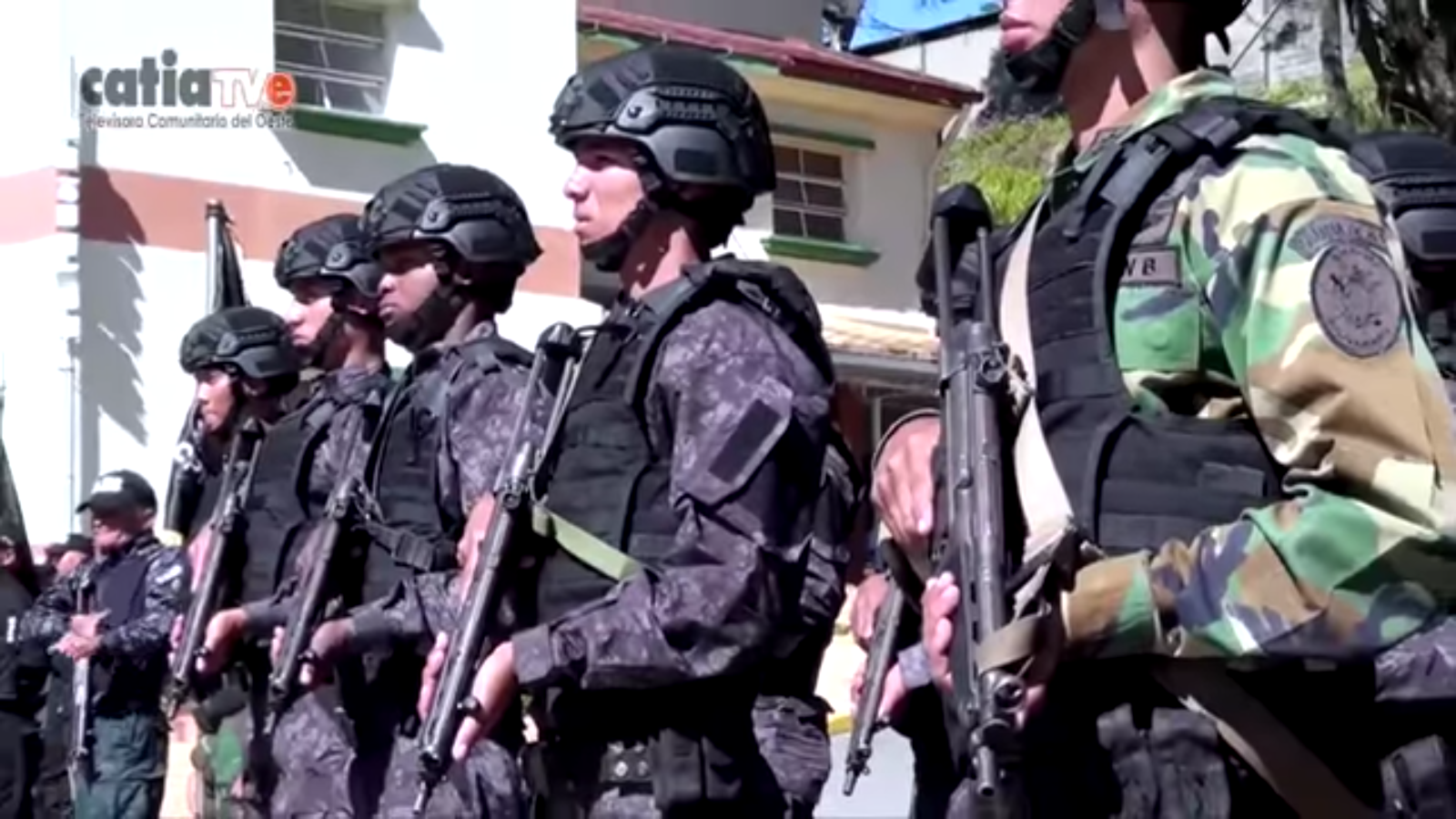
FAESの隊員

特殊行動部隊(Fuerzas de Acciones Especiales,FAES)は、ベネズエラ国家警察の特殊部隊。「ベネズエラのゲシュタポ」と揶揄されている。

## 概要
警察がデル・パブロ国民解放作戦において過剰な死傷者を出した教訓から2016年に設立。対ギャング・対誘拐・対麻薬カルテル・警察犬運用など10の部門に分かれており、また、反体制派のテロ・国家転覆行為の鎮圧も任務となっている。

### 政治的虐殺
FAESは作戦の中で無抵抗のターゲットに対し不当に拘束、もしくは「超法規的処刑」をするなど、ベネズエラの治安部隊の中で最も暴力的な活動をしているとされる。
2017年5月から11月の間、FAESはカラカスで治安部隊が起こした403件の殺人事件のうち124件（31％）の殺害に関与した(この数値は、警察による殺害の62％にものぼるものだった)。これらは「ロバカチョス」などのギャングを掃討する目的で行われたが、目撃者や被害者の親族からはFAESが犯罪者と疑わしき者を見境なく殺害していることが報告された。
2018年の1月31日には反体制派の代表であるフアン・グアイドの妻を尋問して邸宅を占拠、2019年2月10日にはアメリカ合衆国の人道支援を阻止する目的で、コロンビアの国境に700人ものFAES隊員が派遣された。

## 装備

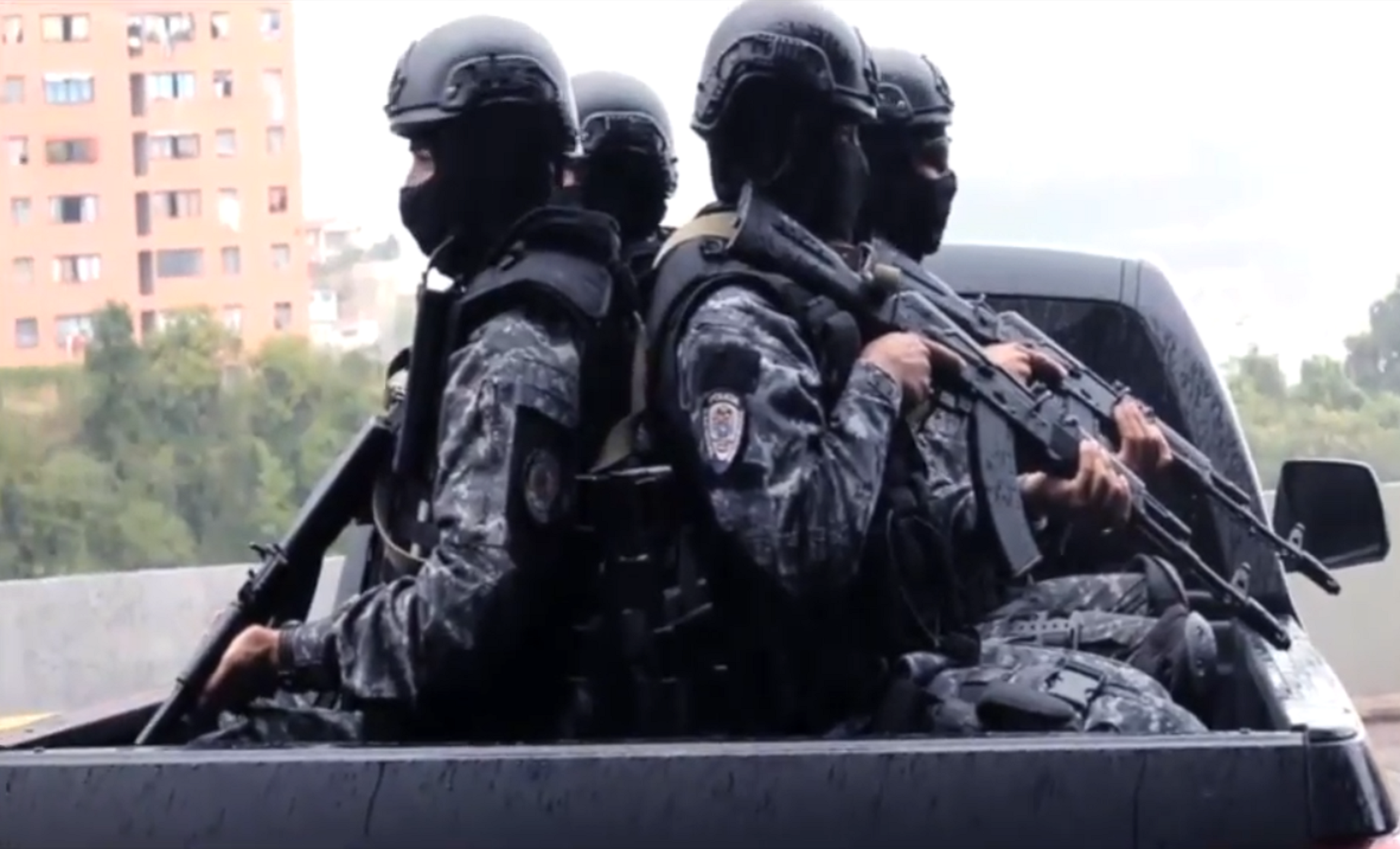
AK-103を携行するFAES隊員

- グロック17
- ベレッタM92
- ベレッタPx4
- H&K MP5
- AK-103
- FN FAL
- M16、M4カービン
- ポンプ式ショットガン